# رديف (موسيقى)

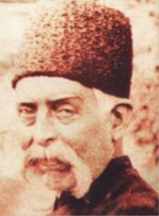
میرزاعبدالله فراهانی

رديفRadif ( (بالفارسية: ردیف)، تترجم حرفيا. order  ) عبارة عن مجموعة من العديد من الشخصيات اللحنية القديمة التي تم الحفاظ عليها عبر أجيال عديدة من خلال التقاليد الشفهية. ينظم الألحان في عدد من المساحات النغمية المختلفة التي تسمى دستغاه. تعتمد الموسيقى الايرانية التقليدية في إيران على الرديف، وهي عبارة عن مجموعة من الألحان القديمة التي تناقلها المعلمون للطلاب عبر الأجيال. مع مرور الوقت شكل تفسير كل أستاذ وأضف ألحانًا جديدة إلى هذه المجموعة، والتي قد تحمل اسم المعلم.
يعتمد الحفاظ على هذه الألحان إلى حد كبير على ذاكرة كل جيل متعاقب وإتقانه، حيث تم التعبير عن الأصل التفسيري لهذه الموسيقى فقط من خلال التقليد الشفهي.
كي يتم  تعلم واستيعاب جوهر الرديف، هناك حاجة إلى سنوات عديدة من التكرار والممارسة. يجب على معلم موسيقى الرديف أن يستوعبه بالكامل حتى يتمكن من أداء أي جزء منه في أي وقت.
يحتوي الرديف على عدة دستغا dastgāhs مختلفة تتميز عن بعضها البعض من خلال العلاقة بين مسافات موسيقية وشكل حركة الألحان داخلها. الدستغاه تصور مساحة صوتية محددة. قد تحتوي الدستغا على ما يقرب من 10 إلى 30  لحن. الرئيسية من الدستغاه تحدد السلالم الموسيقية المختلفة داخل تلك الدستغاه. المذكرة التي عليها اللحن يقع في الغالب وهو مركز اللحن، ويسمى الشاهد. يتحرك الشاهد عندما نعدل بين goushehs الرئيسية وهذه الحركة تخلق مساحة صوتية جديدة. يأخذ الإيقاع في هذه الألحان ثلاثة أشكال مختلفة: 
- الشكل المتماثل
- غير المتماثل (اللغة)
- الشكل الحر

يتأثر الإيقاع بشكل كبير بإيقاع ووزن الشعر الفارسي. يختلف الردف الآلي والصوتي عن وجهة النظر الإيقاعية. ومع ذلك، فإن بنياتهم اللحنية هي نفسها. تعتبر رادية التار من أشهر الراديات المرتبطة، حيث تم جمع العديد من الألحان القديمة التي تشمل 20-40 goushehs في كل دستغا. تعد راديات ميرزا حسين قولي وميرزا عبد الله فراهاني من أقدم الراديات التي لا تزال قيد الاستخدام للعديد من الطلاب الذين يرغبون في مواصلة تعلم الموسيقى الفارسية. وهي مشهورة جدًا لأنها تتكون من العديد من الألحان التي تم جمعها من ذلك الوقت وما قبله.
تم تغيير العديد من الألحان بواسطة ميرزا غولي وظل بعضها كما هو وفقًا لرغبة الملحن، لكن الأدلة قليلة تشير إلى أن الألحان قد تم تغييرها أم لا، ولكن بسبب انتقال الرديف من خلال التقليد الشفهي (وليس في التدوين) لا يمكننا تحديد ما إذا كان تم تغيير الألحان لأننا لا نستطيع مقارنة النوتات أو التسجيلات الصوتية، ولكن بسبب الطفرات في الموسيقى من خلال النقل الشفهي فإن الأمر واضح.
أحد أبرز لاعبي التار ومرجع ميرزا حسين غولي كان أستاذ علي أكبر شاهناز، وهو ابن ميرزا حسين غولي وكان أول عازف للتار يسجل الرديف الطويل الذي يحفظه عن ظهر قلب. لا يزال عمله مستخدمًا من قبل العديد من الأساتذة وهناك الآن بعض التوجيهات التي يتبعها العديد من لاعبي التار. بالطبع، لن يتمكن الطلاب المبتدئين والمتوسطين من متابعة أعماله على الصوت نظرًا للمستوى الذي تم أداؤه فيه، لذلك لن يتم فهم الكثير، ولكن يمكن لمعلم التار أن يتوقع استخدامه وإعادة التركيز على ما نسي في تعاليمه في الدرس مع الطلاب. يمكن أن يؤدي ذلك إلى تقليل الطفرات والحفاظ على الجذور في الخط.
تم نشر رديف ميرزا عبد الله بتدوين بواسطة جان دورينج في السبعينيات بناءً على نور علي بوروماند، الذي سجل الرديف عن ظهر قلب. من ناحية أخرى، تم نشر رديف ميرزا حسين قولي لأول مرة بتدوين بواسطة داريوش بيرنياكان في عام 2001. على الرغم من أن الرديف لا يحظى بشعبية لدى العديد من الطلاب الشباب، إلا أنه لا يزال يشكل أساس الموسيقى الفارسية. يمكن أن تكون مرتبطة بالموسيقى الكلاسيكية للموسيقى الغربية التي لا تحظى بشعبية كبيرة، ولكنها تشكل أساس الموسيقى الغربية.

## أنظر أيضا
- تصنيف (موسيقى)

## روابط خارجية
- راديف في Wayback